# フェリーはまなす
フェリーはまなすは、新日本海フェリーが運航していたフェリー。

## 概要
すずらん丸に続く新日本海フェリーの第2船として幸陽船渠で建造された。すずらん丸とは設計が異なり同型船ではないが、特徴的な船首の遮浪ドームは本船にも継承され、第3船のフェリーあかしあとともに「海の新幹線」の愛称で親しまれた。
1972年5月14日に就航、本船の就航により、舞鶴〜敦賀〜小樽航路は週4便の運航となった。1987年にニューしらゆりと交代して引退、海外売船された。
大規模な改造を受け、ギリシャのアネック・ラインズでLISSOSとして就航、ピレウスなどを拠点に地中海で運航された。
2011年にスクラップとしてインドに売却された。

### 建造の経緯
新日本海フェリーは関西〜北海道を結ぶべく1969年（昭和44年）に設立され、1970年（昭和45年）7月31日に9,365tと当時世界最大のフェリーとなる「すずらん丸」を建造した。この航路は冬季の日本海でも欠航しないよう10,000tクラスの船を前提としていたが青函連絡船の逼迫を背景として商業的に成立するということであえてこの大きさで建造したものである。舞鶴〜小樽26時間をうたい文句としていたが、予定通りの性能が出ず運航時間は30時間、次いで採算性も考え32時間で運航していた。
舞鶴〜小樽航路はサービスとしては問題もあったにしろ、たちまちに人気を集め冬も欠航せず好成績となった。このため急遽建造が決定されたのが「フェリーはまなす」である。しかし当時の京都府知事蜷川虎三は舞鶴入港を拒否したが、1972年（昭和47年）5月7日の完成直後に一転して舞鶴入港が急遽認められた。舞鶴〜小樽航路は週2便から週4便に増強され、冬に京阪神で消費されるジャガイモやたまねぎのほとんどはこの航路で運ばれているといわれた。当初から寄航していた敦賀に加え、さらに新潟寄航も決定し、1973年（昭和48年）7月には第3船となる「フェリーあかしあ」も就航した。

### 船内
客室
- 特別室 - 洋室2人×4室
- 1等室
  - 洋室 - 2人×42室、4人×8室
  - 和室 - 2人×8室
- 特別2等室 - 14人×16室
- 2等室 - 715名
- ドライバー室 - 92名

設備
- 羅針儀甲板
  - スカイラウンジ二階
  - 映写室
- 遊歩甲板（A甲板）
  - スカイラウンジ（2層吹き抜け）
- 旅客室甲板（B甲板）
  - 1等室
  - 2等室
  - エントランス
  - ガーデン
  - 案内所
  - 売店
  - スナックコーナー
  - 麻雀室
  - バーコーナー
  - 旅客衛生室
  - 食堂（1等・特2等客用、2等客用）
  - ドライバー室
- 乗用車甲板（C甲板）
  - 特別2等室
  - 浴室（男性1・特2等客用、男性2等客用、女性用）
  - ゲームルーム
  - 乗用車搭載区域
- D甲板（車両甲板）
  - 車両搭載区域

## 事故・インシデント
1972年8月8日、定期運航中、能登半島猿山岬の沖で沈没した貨物船第13萩浦丸の捜索救難に参加、救命筏で漂流中の船員10名を救助した。この功績で同年9月29日に第9管区海上保安本部から表彰を受けている。